# Uganda nos Jogos Olímpicos de Verão de 2000
A Uganda participou dos Jogos Olímpicos de Verão de 2000 em Sydney, Austrália.

## Resultado

### Arco
A primeira aparição de Uganda no tiro com arco olímpico resultou em perda na primeira rodada para o seu único arqueiro.
| Feminino individual |                    |                      |         |
|                     | Margaret Tumusiime |                      |         |
| 1/32 eliminatórias  | Derrota para       | Soo-Nyung Kim Coréia | 164-124 |

### Atletismo
400 m - masculino
- Davis Kamoga
  - Round 1 — 45.92
  - Round 2 — 45.74 (não avançou)

800m - masculino
- Paskar Owor
  - Round 1 — 01:49.99 (não avançou)

1,500m - masculino
- Julius Achon
  - Round 1 — 03:39.40
  - Semifinal — 03:40.32 (não avançou)

Maratona masculina
- Alex Malinga
  - Final — 2:24:53 (→ 57º lugar)

800m - feminino
- Grace Birungi
  - Round 1 — 02:03.32 (não avançou)

### Boxe
Homens peso mosca-ligeiro (– 48 kg)
- Muhamed Kizito
  - Round 1 — Derrota para Ivanas Stapovičius da Lituânia (não avançou)

Homens peso mosca (– 51 kg)
- Jackson Asiko
  - Round 1 — Derrota para Arlan Lerio da Filipinas (não avançou)

Homens peso galo (– 54 kg)
- Abdu Tebazalwa
  - Round 1 — Perda para César Morales do México (não avançou)

Homens peso pena (– 57 kg)
- Kassim Napa Adam
  - Round 1 — Derrota para Tulkunbay Turgunov do Uzubequistão (não avançou)

### Natação
100 m de bruços - masculino
- Joe Atuhaire
  - Preliminares — 01:22.35 (não avançou)

100m estilo livre - feminino
- Supra Singhal
  - Preliminares — 01:08.15 (não avançou)

### Tênis de mesa
Individual feminino
- Mary Musoke